# 文熙貞
文熙貞（韓語：문희정），韓國電視劇編劇。

## 作品

### 電視劇
- 2005年：KBS《來去海邊》
- 2006年：SBS《天國的樹》
- 2006年：MBC《可惡的女人們》
- 2008年：MBC《我人生最後的緋聞》
- 2009年：SBS《你笑了》
- 2011年：MBC《能聽見我的心嗎？》
- 2012年：MBC《想你》
- 2014年：SBS《心情好的日子》
- 2016年：MBC《Goodbye Mr.Black》

## 外部連結
- NAVER搜索 （页面存档备份，存于）